# 287 Nephthys
287 Nephthys este un asteroid din centura principală, descoperit pe 25 august 1889, de Christian Peters.